# Gare de Courbevoie
Gare de Courbevoie vasútállomás Franciaországban, Courbevoie településen.

## Vasútvonalak
Az állomást az alábbi vasútvonalak érintik:
- Párizs-Saint-Lazare-Versailles-Rive-Droite-vasútvonal

## Kapcsolódó állomások
A vasútállomáshoz az alábbi állomások vannak a legközelebb:
- Gare de Bécon-les-Bruyères
- Gare de la Défense (Gare de Versailles-Rive-Droite, Gare de Saint-Nom-la-Bretèche - Forêt de Marly, Transilien line L)